# 1919
1919 (MCMXIX) là một năm thường bắt đầu vào Thứ tư của lịch Gregory và là một năm thường bắt đầu vào Thứ Ba của lịch Julius, năm thứ 1919 của Công nguyên hay của Anno Domini, the năm thứ 919  của thiên niên kỷ 2, năm thứ 19  của thế kỷ 20, và năm thứ  10  và cuối cùng của thập niên 1910. Tính đến đầu năm 1919, lịch Gregory bị lùi sau 13 ngày trước lịch Julius, và vẫn sử dụng ở một số địa phương đến năm 1923. 

## Sự kiện

### Tháng 2
- 11 tháng 2: Lương Khải Siêu khởi xướng phóng trào liên minh đồng chí hội.
- 20 tháng 2: Tại Thượng Hải, diễn ra hội nghị hòa bình giữa các chính phủ quân sự Bắc, Nam và Tây Trung Quốc

### Tháng 3
- 1 tháng 3: Tại bán đảo Triều Tiên, bùng phát bạo động chống Nhật Bản
- 2 tháng 3: Quân Bắc Dương tiến công Thiểm Tây
- 4 tháng 3: Thành lập quốc tế cộng sản thứ 3.

### Tháng 5
- 4 tháng 5: Bùng phát phong trào ngũ tứ tại Bắc Kinh
- 20 tháng 5: Xuất bản Tôn Văn học thuyết.

### Tháng 6
- 3 tháng 6: Tại Bắc Kinh, bùng phát biểu tình chống chính phủ quân phiệt
- 10 tháng 6: Tại Thiên Tân, xảy ra bãi công, bãi khóa lớn.
- 18 tháng 6 : Nguyễn Ái Quốc đã gửi tới Hội nghị Versailles bản yêu sách của nhân dân An Nam

### Tháng 7
- 6 tháng 7: Trương Tác Lâm xưng bá 3 tỉnh đông bắc Trung Quốc
- 14 tháng 7:  Mao Trạch Đông làm chủ biên Hồ Giang binh luận.

### Tháng 9
- 1 tháng 9: Đảng Cộng sản Hoa Kỳ thành lập
- 16 tháng 9: Tại Thiên Tân, Chu Ân Lai tổ chức Ngộ Xã giáo.

### Tháng 10
- 10 tháng 10: Tôn Trung Sơn cải tổ Trung Hoa cách mạng đảng thành Trung Quốc Quốc Dân đảng.

## Sinh

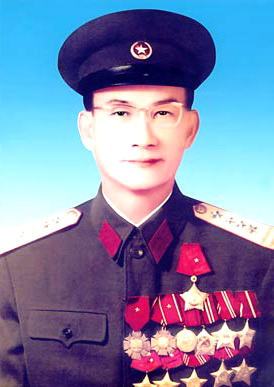
Nguyễn Thiện Thành

- 7 tháng 5: Eva Perón, Đệ nhất phu nhân, Nhà hoạt động nữ quyền người Argentina (m. 1952)
- 31 tháng 5: Huy Cận, nhà thơ, chính khách Việt Nam. (m. 2005)
- 19 tháng 9: Hòa thượng Thích Huyền Quang, lãnh đạo Phật giáo Việt Nam, vị tăng thống thứ tư của Giáo hội Phật giáo Việt Nam Thống nhất (m. 2008)
- 30 tháng 9: Nguyễn Thiện Thành, là một cựu sỹ quan cao cấp Quân đội nhân dân Việt Nam (m. 2013)
- 8 tháng 10: Miyazawa Kiichi, Thủ tướng thứ 49 của Nhật Bản (m. 2007)
- 17 tháng 10: Triệu Tử Dương, Thủ tướng Quốc vụ viện thứ 3 của Trung Quốc, Tổng bí thư Đảng Cộng sản Trung Quốc (m. 2005)
- 18 tháng 10: Pierre Trudeau, Thủ tướng thứ 15 của Canada (m. 2000)
- 26 tháng 10: Mohammad Reza Pahlavi, Shah của Iran (m. 1980)
- 4 tháng 12: I. K. Gujral, Thủ tướng thứ 12 của Ấn Độ (m. 2012)
- 9 tháng 12: William Lipscomb, Nhà hóa học người Mỹ, nhận giải Nobel Hóa học năm 1976 (m. 2011)

### Vài người sinh năm 1919
Isabella Abbott
Alexis Phạm Văn Lộc
Bill Amor
Giulio Andreotti
Anh em nhà Sullivan
Anicêtô Anrê Vương Sung Nhất
Stan Armitage
Asi Archibong-Arikpo
Isaac Asimov
Fred Atkinson (cầu thủ bóng đá)
Bạch Trà (nghệ sĩ)
Cyril Bacon
Ron Barritt
Bob Paisley
Jack Boothway
Tom Briggs (cầu thủ bóng đá)
Zbigniew Brym
James M. Buchanan
Bùi Công Kỳ
Bùi Hiển
Bùi Huy Đáp
Arthur Burrows
Ernest Butler
Carmen A. Miró
Frank Carr (cầu thủ bóng đá)
Elena Ceaușescu
Harry Chadwick (cầu thủ bóng đá)
Choi Kyu-hah
John Church (cầu thủ bóng đá)
Sid Clewlow
Nat King Cole
Lucien Conein
Maurice Conroy
Fred Crack
Donald J. Cram
Arthur Cronquist
Francisco Raval Cruces
Edwin Cunningham (cầu thủ bóng đá)
Joe Davison (cầu thủ bóng đá, sinh năm 1919)
Diệp Minh Châu
Dịu Hương
Doãn Mẫn
Anatoly Fyodorovich Dobrynin
Desmond Doss
Đan Trường (nhạc sĩ)
Đào Hữu Liêu
Đỗ Tất Lợi
Elizabeth Adekogbe
Ted Elliott (cầu thủ bóng đá)
Eugenia Charles
Eunice Odio
Fausto Coppi
Angelo Felici
John Finlay (cầu thủ bóng đá)
Ernie Forrest
Bert Foulds
Charles Fuller (cầu thủ bóng đá)
William Ganz
Gerhard Barkhorn
Giuse Mã Trọng Mục
Giuse Maria Nguyễn Tùng Cương
Hermann Gmeiner
Paul Gouyon
Ron Griffin (cầu thủ bóng đá)
I. K. Gujral
Robert N. Hall
Cyril Hardcastle
George Hepplewhite (cầu thủ bóng đá)
Edmund Hillary

## Mất

### Tháng 1
- 6 tháng 1 - Theodore Roosevelt, Tổng thống thứ 26 của Hoa Kỳ (s. 1858)

### Tháng 2
- 17 tháng 2 - Wilfrid Laurier, Thủ tướng thứ 7 của Canada (s. 1841)

### Tháng 7
- 15 tháng 7 - Emil Fischer, Nhà hóa học người Đức, nhận giải Nobel Hóa học năm 1902 (s. 1902)
- 16 tháng 7 - Itagaki Taisuke, Chính khách người Nhật Bản (s. 1837)

### Tháng 8
- 11 tháng 8 - Andrew Carnegie, Doanh nhân người Mỹ gốc Scotland (s. 1835)

### Tháng 10
- 7 tháng 10 - Alfred Deakin, Thủ tướng thứ 2 của Úc (s. 1856)

### Tháng 11
- 3 tháng 11 - Terauchi Masatake, Thủ tướng thứ 9 của Nhật Bản (s. 1852)
- 5 tháng 11 – Nguyễn Phúc Miên Lịch, tước phong An Thành vương, hoàng tử con vua Minh Mạng (s. 1841)

### Tháng 12
- 3 tháng 12 - Pierre-Auguste Renoir, họa sĩ người Pháp. (s. 1841)

## Giải Nobel
- Vật lý - Johannes Stark
- Hóa học - không có giải
- Sinh lý học hoặc Y học - Jules Bordet
- Văn học - Carl Friedrich Georg Spitteler
- Hòa bình - Woodrow Wilson